# Sanie

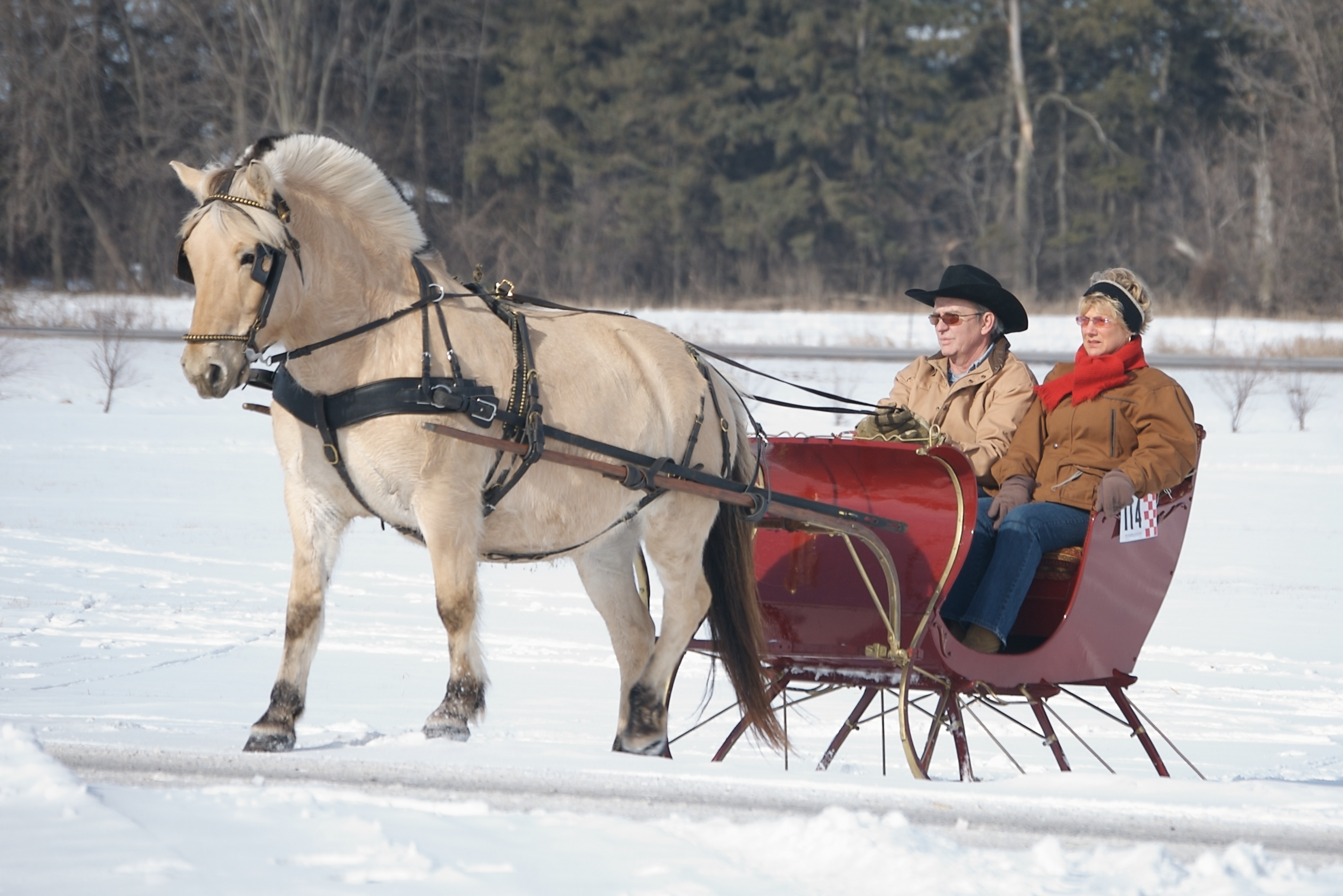
Dwie osoby w saniach ciągniętych przez konia.

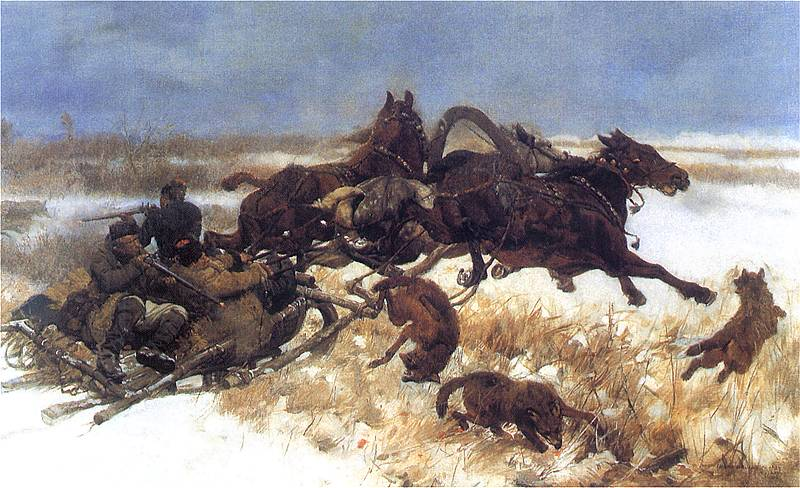
Józef Chełmoński „Napad wilków”.

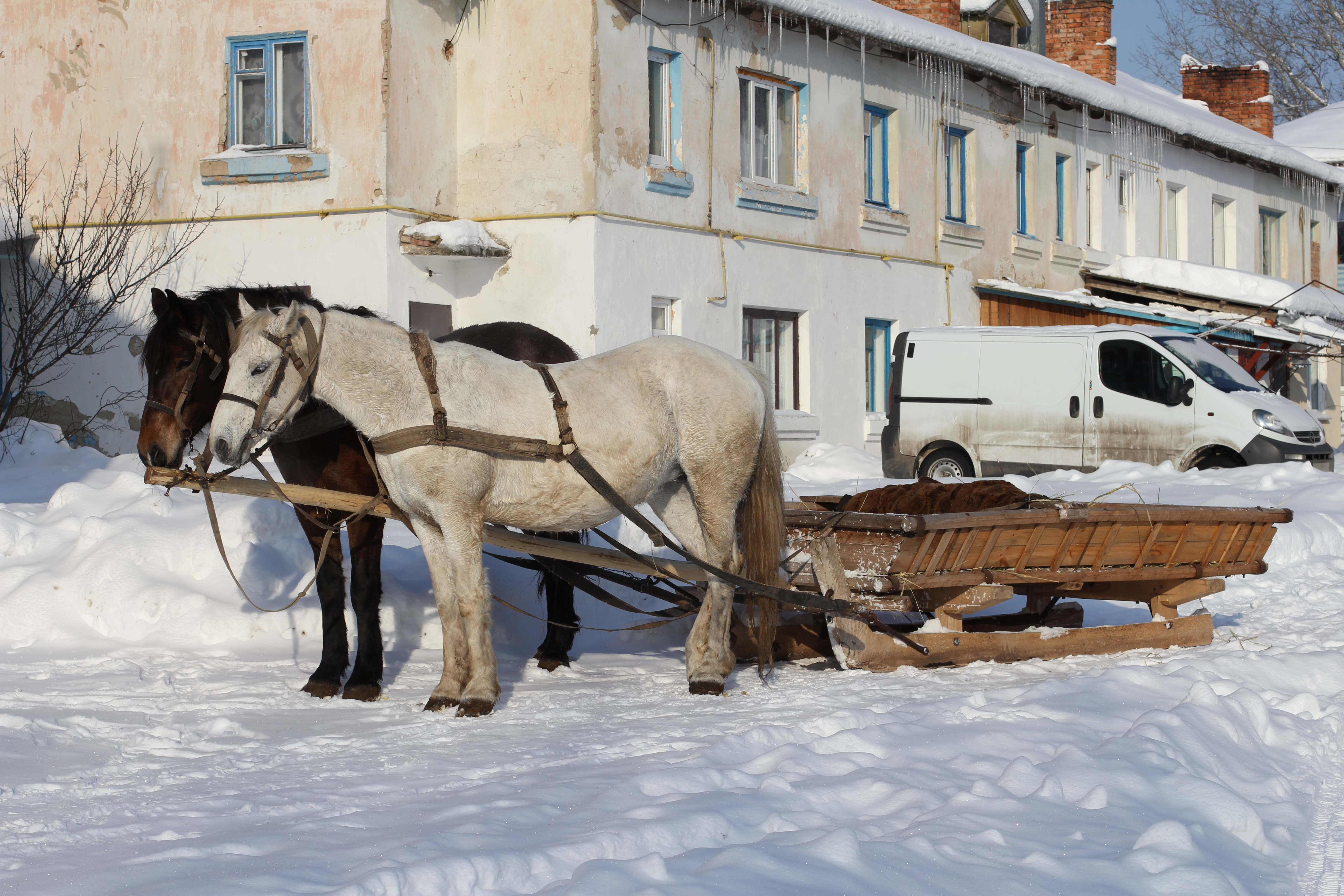
Sanie na Ukrainie.

Sanie – pojazd zaprzęgowy na płozach, służący do poruszania się po śniegu lub lodzie. Sanie są zazwyczaj ciągnięte przez konie lub ciągniki mechaniczne i zasadniczo służą do transportu. Małe sanie używane do zabawy lub sportów zimowych to sanki.